# Justin Keen

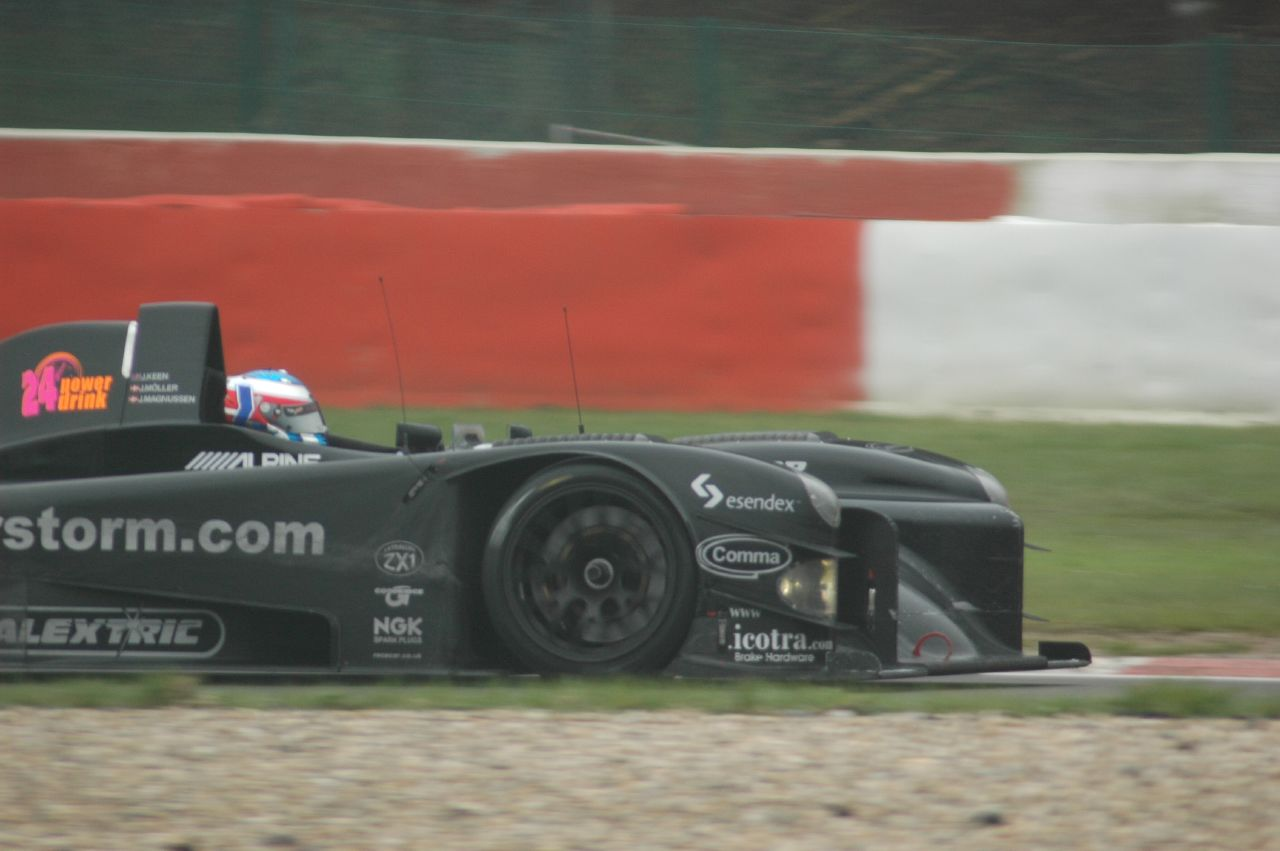
Der Lister Storm LMP von Jan Magnussen, Justin Keen und Jens Møller beim 1000-km-Rennen von Spa-Francorchamps 2005

Justin Keen (* 4. August 1975 in Epping) ist ein ehemaliger britischer Rennfahrer.

## Karriere
Keen begann seine Motorsportkarriere 1993 in der britischen Formel Ford. Der Brite blieb drei Jahre in dieser Meisterschaft und wurde zweimal Fünfter (1993, 1995) und einmal Dritter (1994) in der Gesamtwertung. 1996 wechselte er in die US-amerikanische Formel Ford. Auf Grund eines Unfalls musste er die komplette Saison 1997 pausieren und trat anschließend ab 1998 wieder in Europa an. Er startete für drei Jahre in der Formel Palmer Audi. Nach Platz neun 1998 und Platz sechs 1999, wurde er 2000 Vizemeister der Formel Palmer Audi.
2001 wechselte Keen in die internationale Formel-3000-Meisterschaft. Nach zwei Rennen war er allerdings wieder ohne Cockpit, da sich sein Team Kid Jensen Racing aus der Formel 3000 zurückzog. In der Gesamtwertung wurde er 28. 2002 kehrte er für die letzten drei Rennen der Saison in die Formel 3000 zurück und startete diesmal für den von Coloni betreuten Rennstall European Minardi F3000. Der Brite löste Alexandre Sperafico ab. Keen kam zwar nie in die Punkteränge und belegte mit zwei neunten Plätzen als beste Resultate den 18. Gesamtrang, er war jedoch der erfolgreichste Minardi-Pilot dieser Saison.
2003 kehrte Keen dem Formelsport den Rücken und trat bei zwei Rennen der FIA-Sportwagen-Meisterschaft, in der er den 14. Gesamtrang belegte, und bei einem Rennen der American Le Mans Series an. 2004 nahm er an einigen Rennen der British Touring Car Championship teil und wurde 19. in der Gesamtwertung. In den folgenden zwei Jahren startete er bei insgesamt drei Rennen der Le Mans Series und ging 2006 darüber hinaus noch bei zwei Rennen des Mégane Trophy Eurocups an den Start.
Ende 2006 beendete Keen seine Karriere als aktiver Rennfahrer.

## Statistik

### Karrierestationen
- 1993: Britische Formel Ford (Platz 5)
- 1994: Britische Formel Ford (Platz 3)
- 1995: Britische Formel Ford (Platz 5)
- 1996: US-amerikanische Formel Ford
- 1998: Formel Palmer Audi (Platz 9)
- 1999: Formel Palmer Audi (Platz 6)
- 2000: Formel Palmer Audi (Platz 2)
- 2001: Internationale Formel-3000-Meisterschaft (Platz 28)
- 2002: Internationale Formel-3000-Meisterschaft (Platz 18)
- 2003: FIA-Sportwagen-Meisterschaft (Platz 14); American Le Mans Series (Platz 34)
- 2004: British Touring Car Championship (Platz 19)
- 2005: Le Mans Endurance Series, LMP1-Klasse (Platz 24)
- 2006: Le Mans Series, LMP1-Klasse; Mégane Trophy Eurocups (Platz 25)

### Sebring-Ergebnisse
| Jahr | Team                 | Fahrzeug     | Teamkollege  | Teamkollege  | Platzierung | Ausfallgrund |
| ---- | -------------------- | ------------ | ------------ | ------------ | ----------- | ------------ |
| 2003 | Taurus Sports Racing | Lola B2K/10B | Phil Andrews | Larry Oberto | Rang 16     |              |